# Torre de Noriega

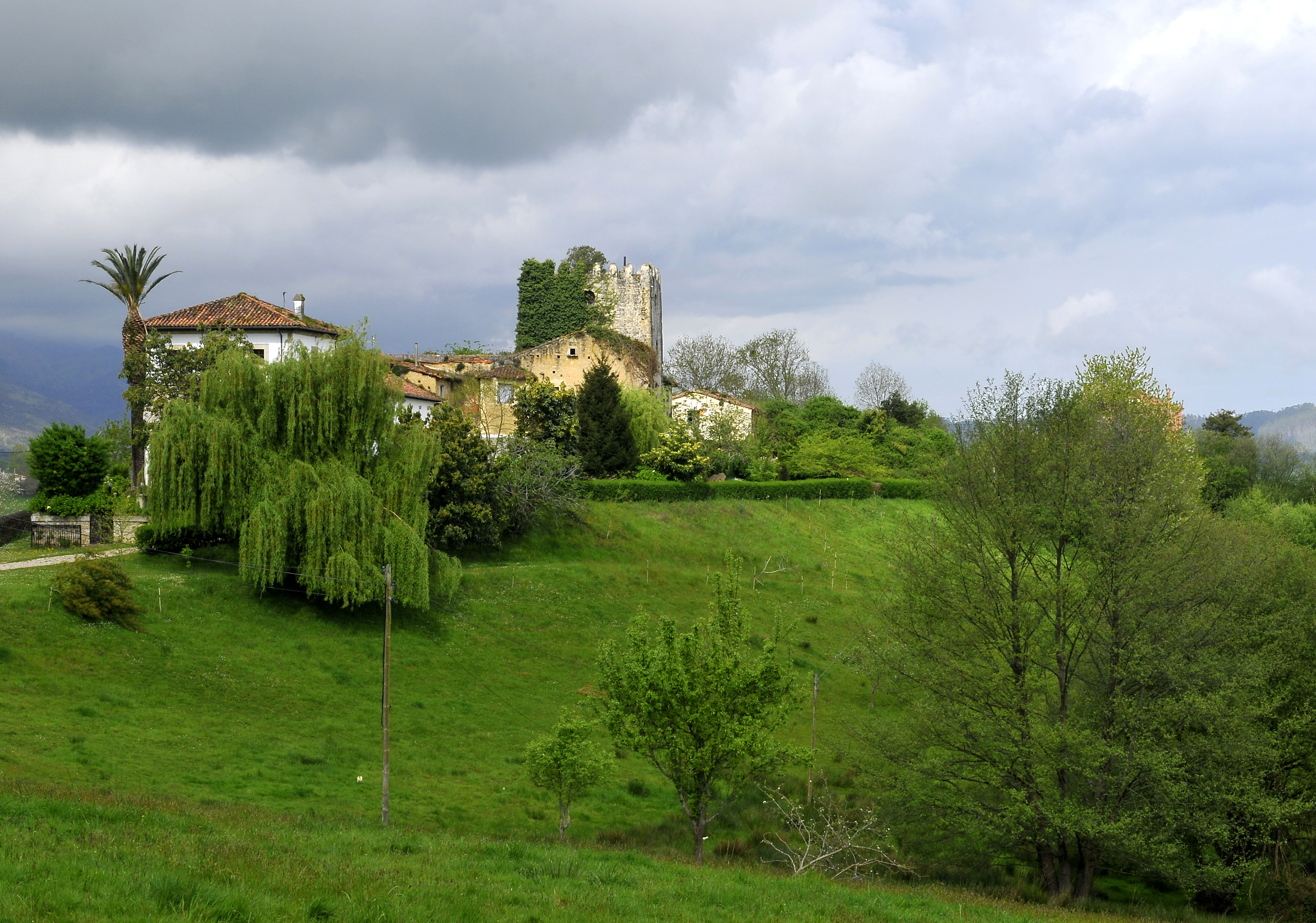
Stadtteil Ansicht mit Turm

Der Torre de Noriega ist ein Turm im Stadtteil Mediavilla von Noriega in der Gemeinde Ribadedeva, Asturien, Spanien, und beherrscht das gesamte Stadtbild. Der Baukomplex vereinigt den mittelalterlichen Turm, ein barockes Wohnhaus und eine Kapelle und steht in einem Ensemble, dem verschiedene Gebäude angeschlossen sind. Nur die Nordwand des Turms ist frei zugänglich.

## Architektur
Der Bau ist im Grundriss rechteckig und misst 6,50 mal 7,40 Meter an der Basis bei einer Höhe von 11,65 Metern, die sich in vier Höhen unterteilen und mit Zinnen enden. Es ist wahrscheinlich, dass der Turm irgendwann ein Walmdach hatte. Die Mauern bestehen aus Natursteinquadern. Für die Türstürze und die Mauerecken wurden behauene Ziersteine benutzt. Die Wände nehmen mit zunehmender Höhe an Wandstärke ab.
Die Fenster sind in der Mitte der Fassaden angeordnet, und die Verwendung von vier dreibögigen Fenstern zeichnet diesen Turm aus; ein Element, welches in keinem anderen asturischen Turm zu finden ist. Bemerkenswert ist auch das Fehlen von Schießscharten, was zu der Annahme führt, dass der Turms eher als Machtdemonstration innerhalb der Territorialverwaltung diente und keine Funktion als Wachturm zur militärischen Nutzung hatte.
Der Torre de Noriega befindet sich im Privatbesitz und ist als Denkmal erster Ordnung in der Region und als architektonisches Erbe Asturiens inventarisiert.
Es ist nicht möglich, ein genaues Baudatum anzugeben. Eine mögliche Datierung in das späte 14. oder frühe 15. Jahrhunderts wird in Betracht gezogen, wobei die Gebäude, die den Norden umgeben, sowie die an der Westseite angebrachte Kapelle und das im Süden erbaute Haus später angefügt worden sind.
2019 erfolgte ein Umbau, so dass der Turm nun als Ferienwohnung für Touristen genutzt werden kann.